# 京津冀城际铁路网
京津冀城际铁路网是京津冀三地正在共同建设中的城际铁路系统。以北京-天津-塘沽、北京-保定-石家庄、北京-唐山-秦皇岛为三大主轴，建成北京、天津、石家庄、唐山、秦皇岛5个全国性综合交通枢纽，与既有铁路网共同连接区域所有地级以上城市，在线路规划范围内10万及以上人口的城镇设站，到2030年形成“四纵四横一环”形式的城际铁路网络。

## 2016年规划
依据《发展改革委关于京津冀地区城际铁路网规划的批复》，2020年前实施京霸城际铁路、京唐城际铁路、京滨城际铁路、崇礼铁路、廊涿城际铁路、城际铁路联络线、环北京城际铁路廊坊至平谷段、固保城际铁路、京石城际铁路等9个项目。

### 四纵
- 京石邯城际铁路（北京-雄安-保定-石家庄-邢台-邯郸）；北京至雄安新区段与京雄城际铁路共线；保定至雄安新区段与雄忻高速铁路共线，预留蠡县经任丘至雄安段线路接入条件。[2][3]
- 京雄商城际铁路（北京-大兴国际机场-雄安-衡水），原为京霸衡城际铁路，北京至雄安新区段与京雄城际铁路共线。
- 津承沧城际铁路（沧州-天津-宝坻-蓟州-遵化-承德）；
- 环渤海城际铁路（秦皇岛-曹妃甸-滨海新区-黄骅-滨州），滨海新区至黄骅至滨州段与津潍高速铁路共线。

### 四横
- 京津塘城际铁路（北京-天津-于家堡）；
- 京唐城际铁路（北京-通州-香河-宝坻-唐山-曹妃甸）；
- 津保城际铁路（天津-霸州-保定）；
- 石沧黄城际铁路（石家庄-衡水-沧州-黄骅-黄骅港），石家庄至衡水段与石济客运专线共线。

### 一环
- 环北京城际铁路（涿州-北京大兴国际机场-廊坊-香河-平谷-密云-怀来-涿州）

雄安新区成立后，根据雄安新区总体规划要求，京津冀城际铁路网做出部分微调，增加线路如下：
- 丰雄高速铁路（北京丰台-雄安），为京港台高速铁路的一部分；
- 津兴城际铁路（天津西-胜芳-固安-大兴国际机场），其中胜芳至固安段为津保铁路与京雄城际铁路的联络线。

## 线路概况

### 已完成线路
- 京津塘城际铁路，即京津城际铁路与津滨城际铁路，2015年9月20日开通。
- 津保铁路，2015年12月28日开通。
- 京张城际铁路（主线及崇礼支线），2019年12月30日开通。
- 京张城际铁路延庆支线，2020年12月1日开通。
- 京雄城际铁路，2016年12月30日开工，北京西站-大兴机场站段于2019年9月26日通车，大兴机场站-雄安站段于2020年12月27日通车。
- 京唐城际铁路，2015年12月29日开工，2022年12月30日开通运营。[4]
- 京滨城际铁路，2015年12月29日开工，2022年12月30日宝坻至北辰段开通运营。[5]
- 津兴城际铁路，2020年4月7日开工，2023年12月18日开通运营。
- 石衡沧港城际铁路，石家庄至衡水段利用石济客专 [6]，2014年3月16日开工，2017年12月28日开通运营。[7]
- 怀兴城际铁路（城际铁路联络线）：廊坊北站-大兴机场站段于2019年3月开工，2024年12月28日开通运营。[8]

### 建设中线路
- 京滨城际铁路，2022年11月6日北辰至滨海新区段开工。[9]
- 石衡沧港城际铁路，衡水至黄骅港段2020年8月5日开工。[10][11]
- 京雄商高速铁路，雄安新区至商丘段2022年9月29日开工。[12]
- 石雄城际铁路，雄安新区至保定段2022年10月1日开工。[13]
- 津潍高速铁路，2022年10月31日开工。